# Лермонтовський курорт
Центр медичної реабілітації та санаторного лікування «Одеський» (Лермонтовський курорт) — один із найпопулярніших реабілітаційних санаторних комплексів широкого профілю в Україні. Розташований в Одесі, Лермонтовський провулок, 2 (нині пров. Госпітальєрів). Знаходиться на першій лінії від моря у парковій зоні. Поруч — відомі чорноморські пляжі Ланжерон та Отрада, Центральний міський парк ім. Т. Г. Шевченка та історичний центр Одеси.
Із залізничним вокзалом Одеса-Головна організовано транспортне сполучення.

## Спеціалізація
Захворювання опорно-рухового апарату, нервової системи (розлади психосоматичного характеру, неврози), серцево-судинні захворювання. Реабілітація після інфаркту, інсульту, травм опорно-рухового апарату, при серцевих захворюваннях.

## Історія

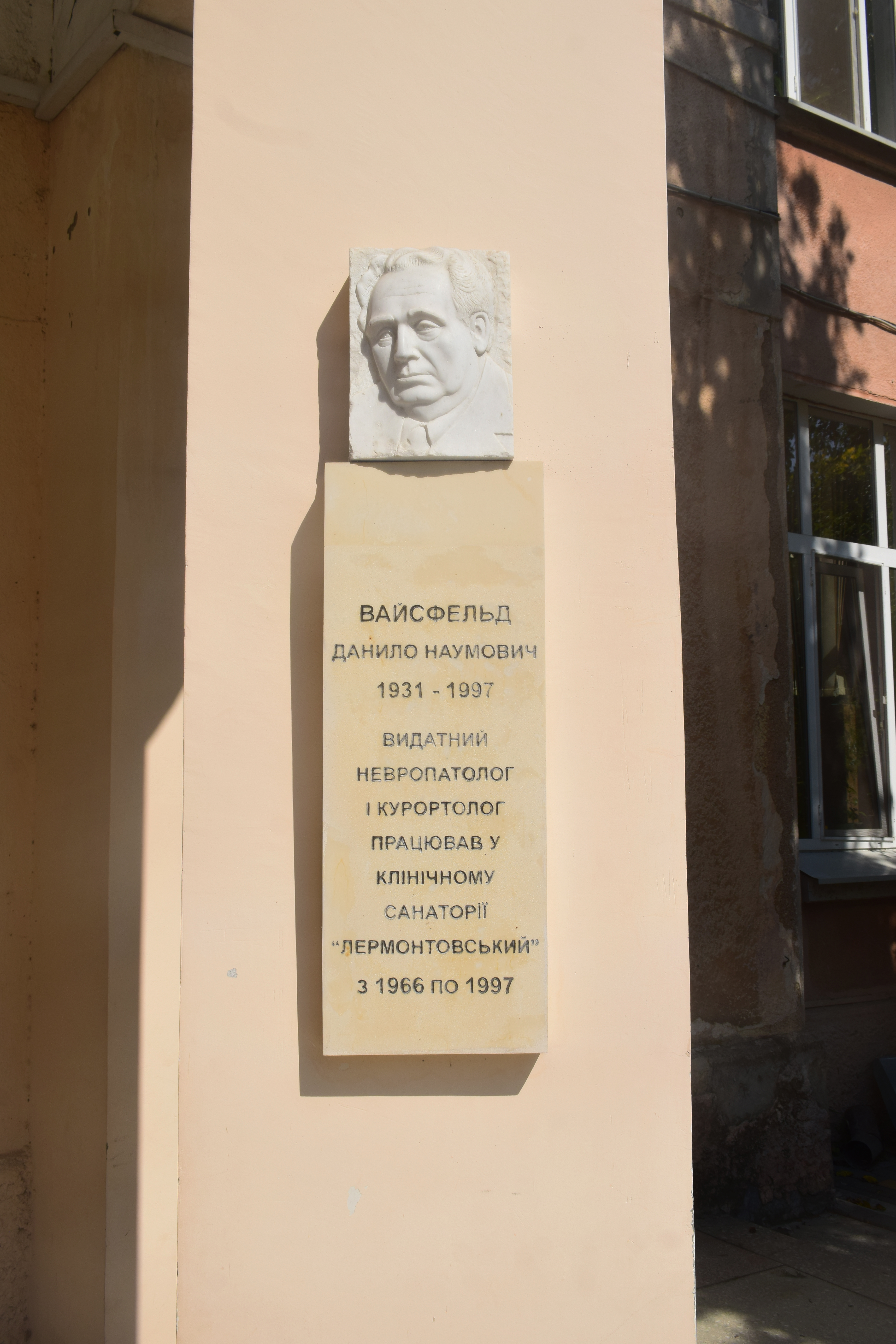
Меморіальна дошка Данилу Вайсфельду

Працює з 1914 року. Спочатку діяв як морська водолікарня, що надавала теплі морські та вуглекислі ванни.
Урочисте відкриття лікувальних закладів Лермонтовського курорту доктора І. Л. Тригера відбулося 9(22) червня 1914 року. Окрім ванн, були обладнані кабінети для електризації, термопенетрації, масажу, а також спеціальні приміщення для сонячних та повітряних ванн. Санаторій був наймасштабнішим серед подібних закладів того часу в Одесі. Назву отримав за прилеглим Лермонтовським провулком.
Зі встановленням радянської влади та розгортанням масштабної роботи з організації санаторно-курортного обслуговування населення 15 травня 1925 року на базі приватної грязелікарні було засновано Лермонтовський санаторій. Облаштовані спальні та лікувальні корпуси були розташовані у власному парку санаторію на верхньому плато морського берега. Будівля їдальні (не збереглася) була зведена у 1927—1931 роках за проєктом архітектора Федора Троупянського. Стаціонар санаторію був розрахований на 420 місць, пансіонат — на 175. Річне обслуговування було доведено до понад 20 тисяч осіб. Санаторій вів науково-методичну роботу з поширення та впровадження передових методів діагностики та лікування в усіх профспілкових санаторіях Одеси. З 1966 по 1987 рік на курорті працював відомий лікар-невропатолог Данило Вайсфельд (меморіальна дошка на центральному корпусі санаторію).
У 1960 році Рада міністрів Української РСР з метою підвищення ролі профспілок зобов'язала Міністерство охорони здоров'я безоплатно передати всі діючі госпрозрахункові санаторії (крім туберкульозних), у тому числі «Лермонтовський курорт», у відання Української республіканської ради профспілок.
У 2014 році було порушено питання про приватизацію санаторію. У 2005 році щодо ДП «Клінічний санаторій „Лермонтовський“» ПрАТ «Укрпрофоздоровниця» було порушено кримінальну справу за фактом привласнення та розтрати державного майна санаторно-курортного призначення в особливо великих розмірах.
Будівля колишньої водолікарні Ісаковича та Люлькімахера (нині — корпус № 1), що знаходиться на території санаторію, збудована за проєктом архітектора Мойсея Лінецького (1912 рік), є пам'яткою архітектури.